# Keitheatus blakeae
Keitheatus blakeae är en skalbaggsart som först beskrevs av B. White 1944.  Keitheatus blakeae ingår i släktet Keitheatus och familjen bladbaggar. Inga underarter finns listade i Catalogue of Life.